# Dyrup Sogn

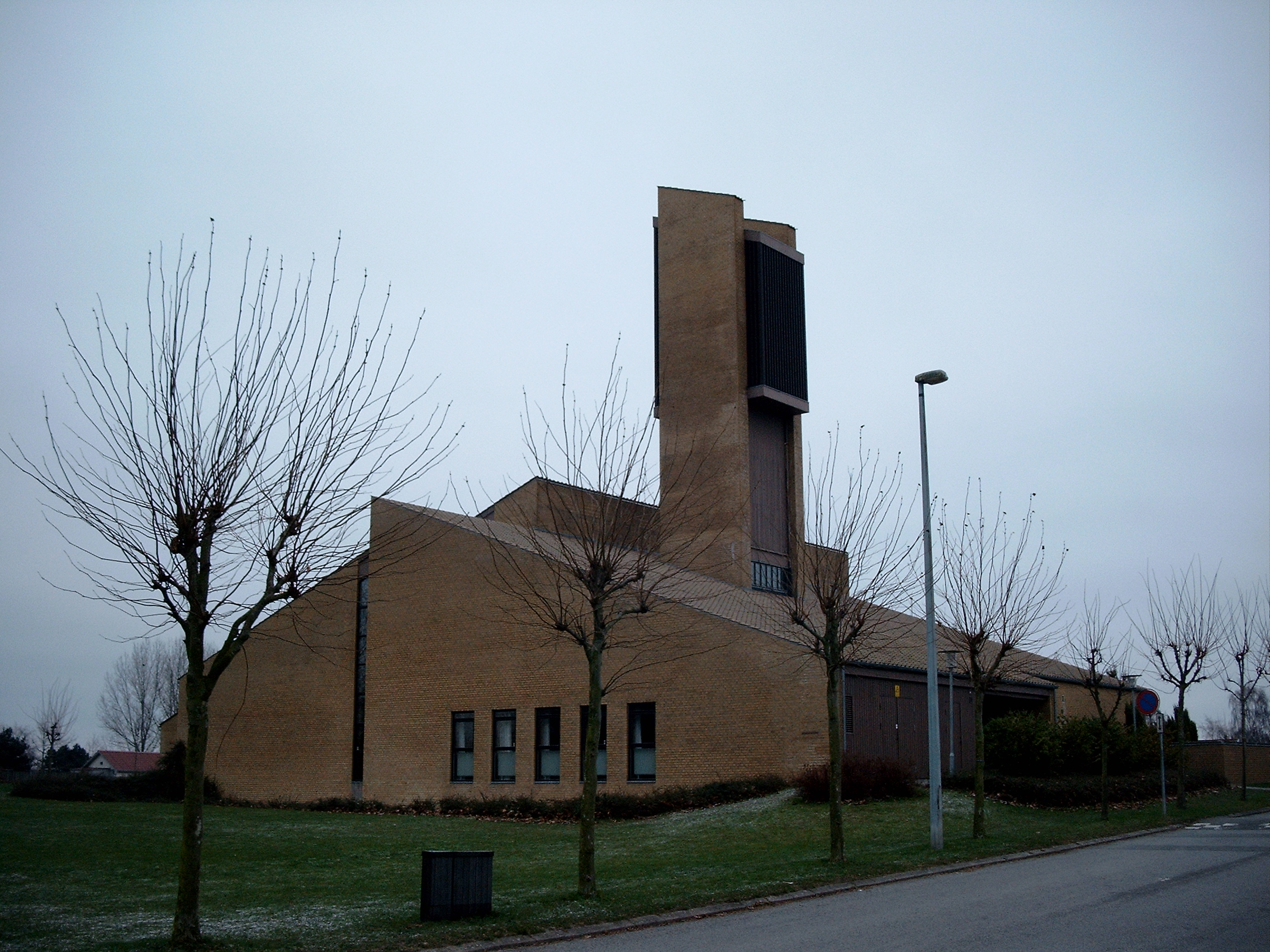
Dyrup Kirke

Dyrup Sogn ist eine Kirchspielsgemeinde (dän.: Sogn) auf der Insel Fyn (dt.: Fünen) im südlichen Dänemark. Sie entstand am 1. Juni 1989 durch Abspaltung aus dem Sanderum Sogn, das bis 1970 zur Harde Odense Herred im damaligen Odense Amt gehört hatte, danach zur Odense Kommune im Fyns Amt. Im Zuge der  Kommunalreform zum 1. Januar 2007 wurde die Kommune und damit auch das junge Kirchspiel Teil der Region Syddanmark.
Von den 182.387 Einwohnern von Odense leben 3903 im Kirchspiel Dyrup (Stand: 1. Januar 2023). Im Kirchspiel liegt die Kirche „Dyrup Kirke“.
Nachbargemeinden sind im Nordosten das „Muttersogn“ Sanderum Sogn und Dalum Sogn, im Osten Hjallese Sogn, im Südosten Stenløse Sogn, im Südwesten Bellinge Sogn und im Nordwesten Ubberud Sogn.